# Магній
Ма́гній — хімічний елемент. Символ Mg. Атомний номер — 12; атомна маса — 24,312. Відкритий англійським хіміком Гемфрі Деві у 1808 році.

## Ізотопи
Природний магній складається з суміші 3 стабільних ізотопів 24Mg, 25Mg і 26Mg з  молярною концентрацією в суміші 78,6 %, 10,1 % і 11,3 % відповідно.
Всі інші 19 ізотопів нестабільні, найбільш довгоживучий з них 28Mg з періодом напіврозпаду 20,915 годин.
У грудні 2021 року було відкрито нестабільний ізотоп 18Mg.

## Властивості

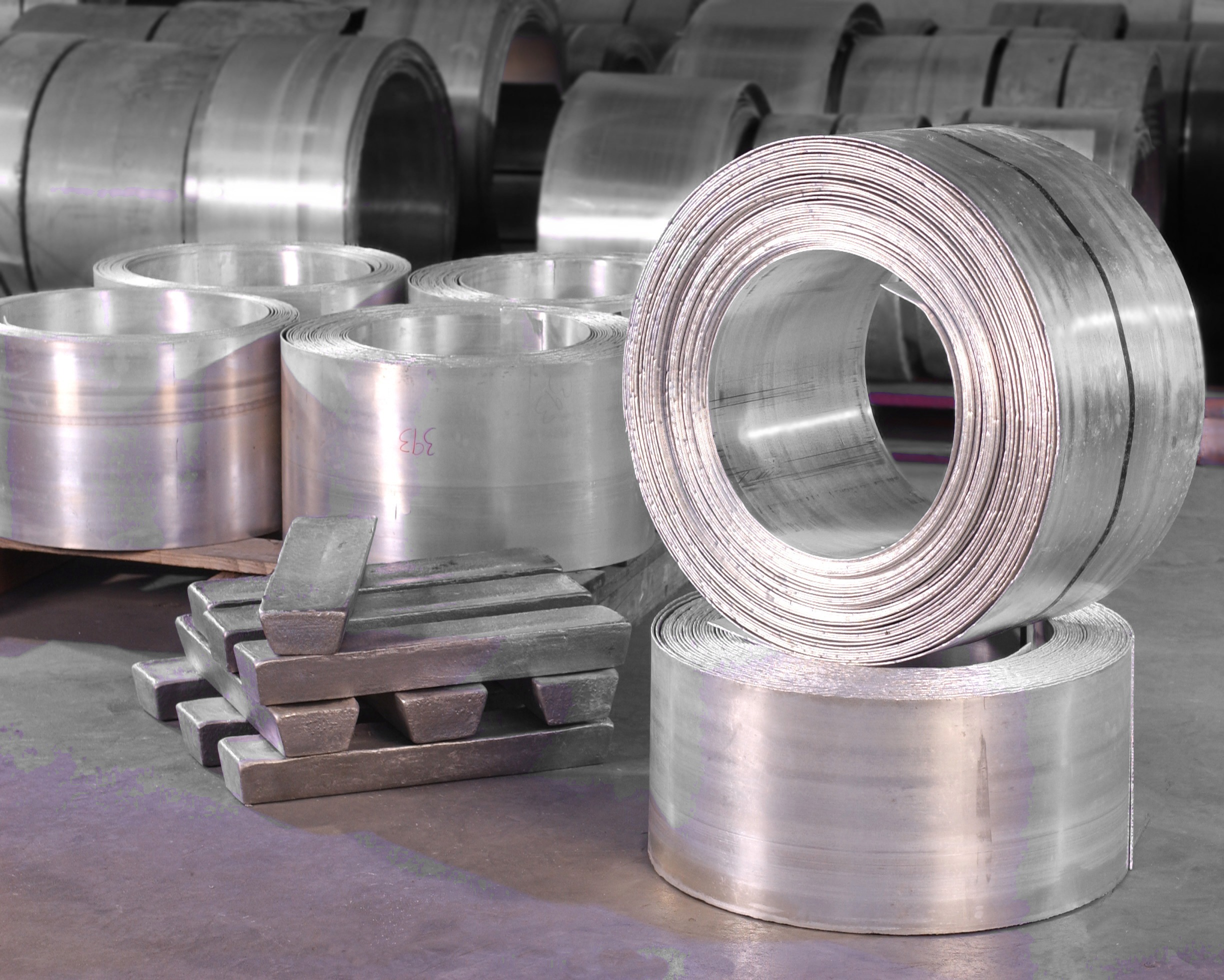
Злитки і скручені листи магнію

Магній — легкий сріблясто-білий метал. Хімічно активний. На повітрі окислюється й тьмяніє. При нагріванні горить яскравим полум'ям. Густина 1,739 г/см³ при 293 К, в рідкому стані 1,540 г/см³ при 973 К;  температура плавлення 650 °С, температура кипіння 1095 °С. Ступінь окиснення +2. Утворює металоорганічні сполуки. Магній — характерний елемент мантії Землі, роль якого зменшується при переході у верхні горизонти літосфери.

## Історія та походження назви
У 1695 з мінеральної води Епсомського джерела в Англії виділили сіль із гірким смаком і послаблюючою дією. Аптекарі називали її гіркою, англійською або епсомською сіллю, мінерал епсоміт має склад MgSO4·7H2O. А хіміки, діючи на розчини цієї солі содою або поташем, отримували білий осад — основний карбонат магнію, який може мати різний склад, наприклад 3MgCO3·Mg(OH)23H2O. Це була біла магнезія (magnesia alba), її застосовували (і зараз застосовують) зовнішньо як присипку, а внутрішньо — при підвищеній кислотності і як легке проносне. Основний карбонат магнію зрідка зустрічається в природі, і біла магнезія також відома з давніх часів. Ймовірно, цей мінерал знаходили біля Магнесії, але скоріше за все — інше. Річ у тому, що жителі Магнесії заснували в Малій Азії два міста з тією ж назвою, що могло привести до плутанини. Одне з цих міст зараз називається Манісою і знаходиться на східному краю Туреччини. Околиці цього міста прославлені оповідями про Ніобе. Інша Магнесія була південніша, там знаходився знаменитий храм Артеміди.
Лавуаз'є вважав білу магнезію простою речовиною. 1808 року англійський хімік Гемфрі Деві при електролізі злегка зволоженої білої магнезії з ртутним катодом отримав амальгаму нового металу (вона містить до 3 % магнію), який виділив відгонкою ртуті і назвав магнезієм. З тих пір у всіх європейських мовах цей елемент називається magnesium і лише у східних слов'ян — магнієм: так його назвав Герман Іванович Гесс у своєму підручнику з хімії, виданому в 1831 і що витримав сім видань. По цій книзі вчилися багато вітчизняних хіміків.
Уперше металевий магній отриманий 1829 року французьким хіміком Антуаном Бюссі.

## Розповсюдження
Кларк магнію в Землі 11,25 % (мас.), кларк в земній корі 2,1–1,87 %, в ультраосновних гірських породах 25,9 %, основних 4,50 %, середніх 2,18 %, кислих 0,56 %, осадових 1,34 %, кам'яних метеоритах 14 %, у морській воді 0,13 % (1,35 г/л), в ґрунті 0,63 %, в рослинах 0,1 %.
Магній у вільному стані в природі не зустрічається. Входить до складу силікатів, хлоридів, карбонатів, сульфатів. Різке падіння вмісту магнію при переході від ультраосновних порід до кислих свідчить про більшу активність магнію на ранніх стадіях кристалізації. Магній входить до складу олівінів, піроксенів, утворює ізоморфні ряди, заміняючи залізо, кальцій, манґан.
У процесі геохімічного кругообігу магній надходить в океан. Концентратори магнію — деякі водорості (до 3 % Mg), фораменіфери (до 3,5 %), вапнякові губки (до 4 %). Основні магнієві мінерали: олівін, ромбічний піроксен, шпінель, тальк, флогопіт, карналіт, бішофіт, магнезит, брусит, епсоміт, кізерит, доломіт, каїніт. Металевий магній отримують електролітичним або термічним способами. Сировиною служить MgCl2 або зневоднений карналіт.

## Застосування
Магній застосовують в основному для виробництва легких магнієвих сплавів, а також для легування сплавів алюмінію, які застосовуються в різних галузях машино- і приладобудування. Магній використовується також як розкисник у виробництві високоміцного чавуну і сталі, для одержання важковідновлюваних металів (Ti, V, Zr, U, Cr) витісненням їх із сполук. Знаходить застосування в піротехніці, фотографії, військовій техніці, медицині.
Завдяки своїй здатності горіти на повітрі, з виділення великої кількості світла, застосовувався у фотосправі як спалах, до винаходу електричних ламп спалахів.
Сплави на основі магнію є важливим конструкційним матеріалом в автомобільній і авіаційній промисловості завдяки їх легкості і міцності.
Ціни на магній в злитках в 2006 році склали в середньому 3 USD/кг.
Гідрид магнію — один з найбільш ємких акумуляторів водню, що вживаються для його зберігання.
Оксид магнію застосовується в медицині і як вогнетривкий матеріал для виробництва тиглів і спеціальної футеровки металургійних печей.
Перхлорат магнію (ангидрон) застосовується для глибокого осушення газів в лабораторіях. Природний мінерал бішофіт як натуральне джерело іонів магнію та мікроелементів широко застосовується у медицині — реабілітації опорно-рухового апарату, серцево-судинної та нервової систем, санаторно-курортному оздоровленні.
Сульфат магнію успішно застосовується у сільському господарстві як добриво.

## Біологічна роль
Загалом магній є одним з найважливіших макроелементів. Він є кофактором близько 40 ферментів вуглеводного обміну, таких як гексокіназа і глюкокіназа, більш ніж 30 ферментів метаболізму жирів, і ще більш ніж 200 інших потребують магнію для активації. Через ці ферменти, магній впливає на велику кількість процесів у організмі, такі як обмін протеїнів, синтез ДНК і РНК, згортання крові, регуляція кров'яного тиску та рівня глюкози в крові, синтез одного з найважливіших антиоксидантів глутатіону, окисне фосфорилювання та інші.
Магній регулює кальцієві та натрієві канали у мембранах клітин, а отже, і концентрацію цих металів у клітинах. Нормальна робота іонних каналів захищає м'язові клітини і нервові від гіперактивності, підтримує серцевий ритм. Також, функціонування кальцієвих каналів є дуже важливими для кісткової тканини (крім цього, магній є важливим для кісток через те, що він є активатором вітаміну D, нестача якого викликає остеопороз та інші захворювання).
У організмі людини у нормі є близько 25 г магнію, 50–60% з якого знаходиться у кістках, а решта — у м'яких тканинах. Менше 1 % магнію знаходиться у крові — нормальна концентрація становить від 0,75 до 0,95 ммоль/літр. Людина втрачає близько 120 мг магнію на день (менше, якщо його концентрація падає) з сечею.
Добова потреба 420 мг для дорослих чоловіків та 500 мг для дорослих жінок. Джерела (мг/100г; за зменшенням вмісту): насіння гарбуза (500), мигдаль (250), кеш'ю (250), шпинат (80), чорні боби (60), чіа, кіноа, тофу, какао, авокадо.